# Платигистрикс
Платигистрикс, лат. Platyhystrix, буквально «плоский дикобраз» — амфибия из группы темноспондилов с характерным «парусом» вдоль спины, чем напоминала существовавших в то же время диметродона и эдафозавра класса синапсид. Жил в позднем каменноугольном и раннем пермском периоде, около 300 миллионов лет назад.
Вероятно, платигистрикс часто становился жертвой более крупных темноспондилов, таких, как эриопс, а также крупных плотоядных рептилий, которые стали весьма разнообразными в сухом климате пермского периода. Череп платигистрикса был крупным и массивным, а морда напоминала лягушачью. Тело было компактным, длиной до 1 м (включая хвост). Короткие и мощные лапы свидетельствуют о том, что образ жизни был в основном наземным.

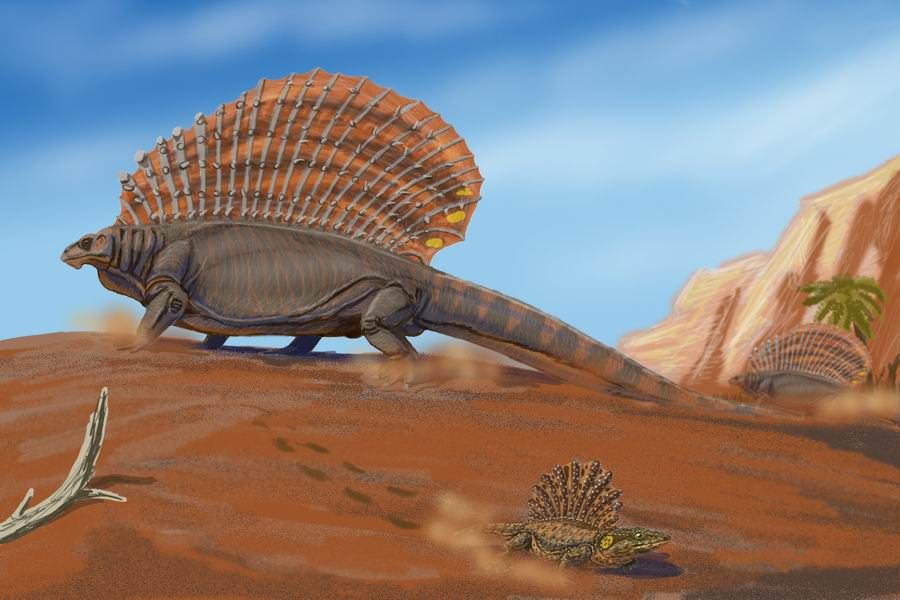
Платигистрикс (небольшой, на переднем плане) и эдафозавр

Структура тела была довольно необычной: спинные позвонки были сильно удлинёнными, вероятно, образовывая «парус», покрытый кожей. По-видимому, такая особенность обеспечивала терморегуляцию, как и у живших в то же время пеликозавров. Спина плагитистрикса была покрыта толстыми твёрдыми пластинами, как у родственного ему какопса.